# Lucius Valerius Flaccus (Konsul 152 v. Chr.)
Lucius Valerius Flaccus († 152 v. Chr.) entstammte dem römischen Patriziergeschlecht der Valerier und war 152 v. Chr. Konsul.

## Leben
Lucius Valerius Flaccus hatte laut den Fasti Capitolini einen gleichnamigen Vater, während sein Großvater das Pränomen Publius führte. Demnach war er ein Sohn des Konsuls von 195 v. Chr., der mit dem bekannten Zensor Cato dem Älteren befreundet war.
163 v. Chr. fungierte Flaccus gemeinsam mit Lucius Cornelius Lentulus Lupus als kurulischer Ädil. Sein weiterer cursus honorum bis zu seinem Konsulat ist unsicher. Möglicherweise war er mit seinem Kollegen aus der Ädilität 160 oder 159 v. Chr. Prätor, wie aus einer um 1500 abgeschriebenen, seither aber verschwundenen fragmentarischen Weihinschrift eines Äskulap-Tempels geschlossen werden könnte.
Zum höchsten Staatsamt gelangte Flaccus erst 152 v. Chr., vielleicht mit Unterstützung seines angeseheneren Amtskollegen Marcus Claudius Marcellus, der nun das Konsulat bereits zum dritten Mal bekleidete und dessen Geschlecht mit demjenigen des Flaccus schon seit langem gute Beziehungen unterhielt. Der Tod ereilte Flaccus noch während seiner Amtszeit. Aufgrund eines bedrohlichen Omens sollen in diesem Jahr alle Magistrate zurückgetreten sein. Es ist unsicher, ob aus diesem Grund offenbar kein Suffektkonsul an die Stelle des verstorbenen Flaccus trat.
Flaccus’ Sohn war wohl der gleichnamige Konsul von 131 v. Chr.